# Ivan Merz

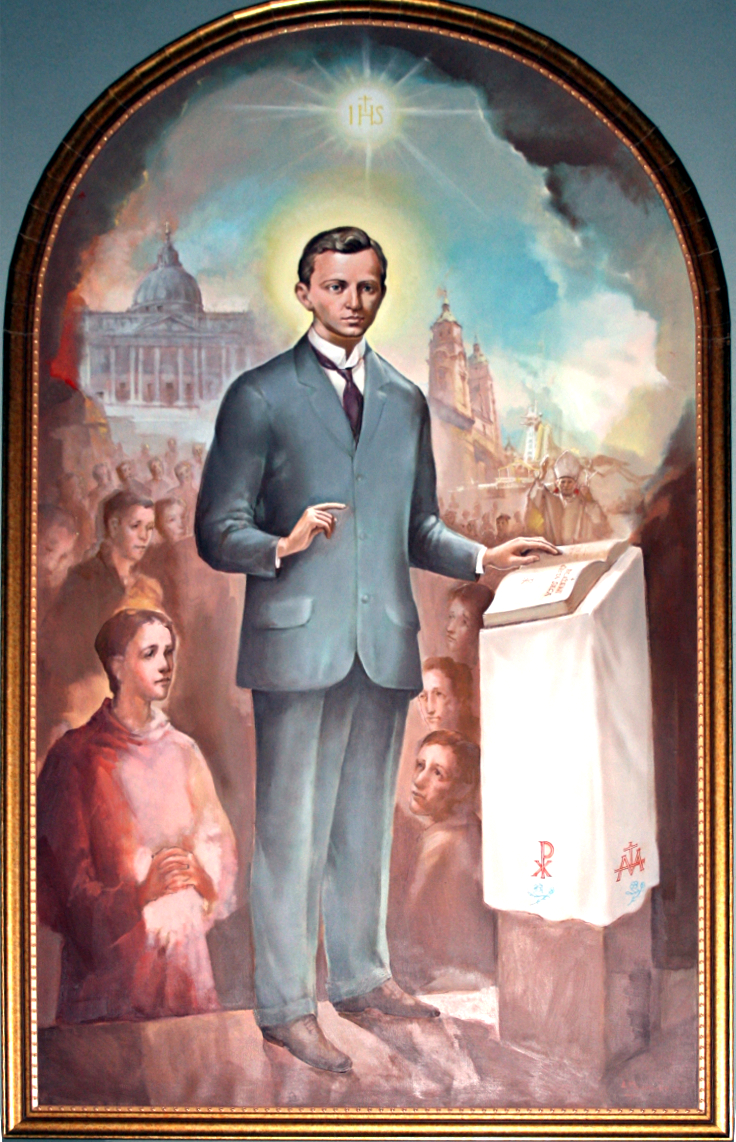
Darstellung des Seligen Ivan Merz in der Herz-Jesu-Basilika (Zagreb).

Ivan Merz (* 16. Dezember 1896 in Banja Luka; † 10. Mai 1928 in Zagreb) ist ein Seliger der römisch-katholischen Kirche. Der aus Bosnien stammende Kroate war ein bedeutender Laie und Förderer der Kirche in Kroatien.

## Leben
Ivan Merz trat als junger Erwachsener in den Militärdienst, beendete diesen nach drei Monaten und begann 1915 ein Studium in Wien. Im Ersten Weltkrieg wurde er zur österreichisch-ungarischen Armee eingezogen und kämpfte an der Italienfront.
Nach dem Weltkrieg widmete sich Merz ganz dem Dienst in der katholischen Kirche und legte ein Keuschheitsgelübde ab. Er schrieb zahlreiche Artikel, Essays und Reflexionen für verschiedene Zeitschriften. Zusammen mit Ivo Protulipac (1899–1946) gründete er die katholische Jugendbewegung Hrvatski Orlovski savez (kroatisch für „Kroatischer Adlerbund“), der ideologisch und politisch im Gegensatz zur jugoslawischen Sokol-Bewegung stand.
Im Oktober 1920 ging Merz nach Paris und studierte an der Sorbonne und am Institut Catholique de Paris. 1923 wurde er an der philosophischen Fakultät der Universität Zagreb mit einer Dissertation über den Einfluss der liturgischen Sprache im Werk französischen Schriftsteller, insbesondere des Renouveau catholique, promoviert.

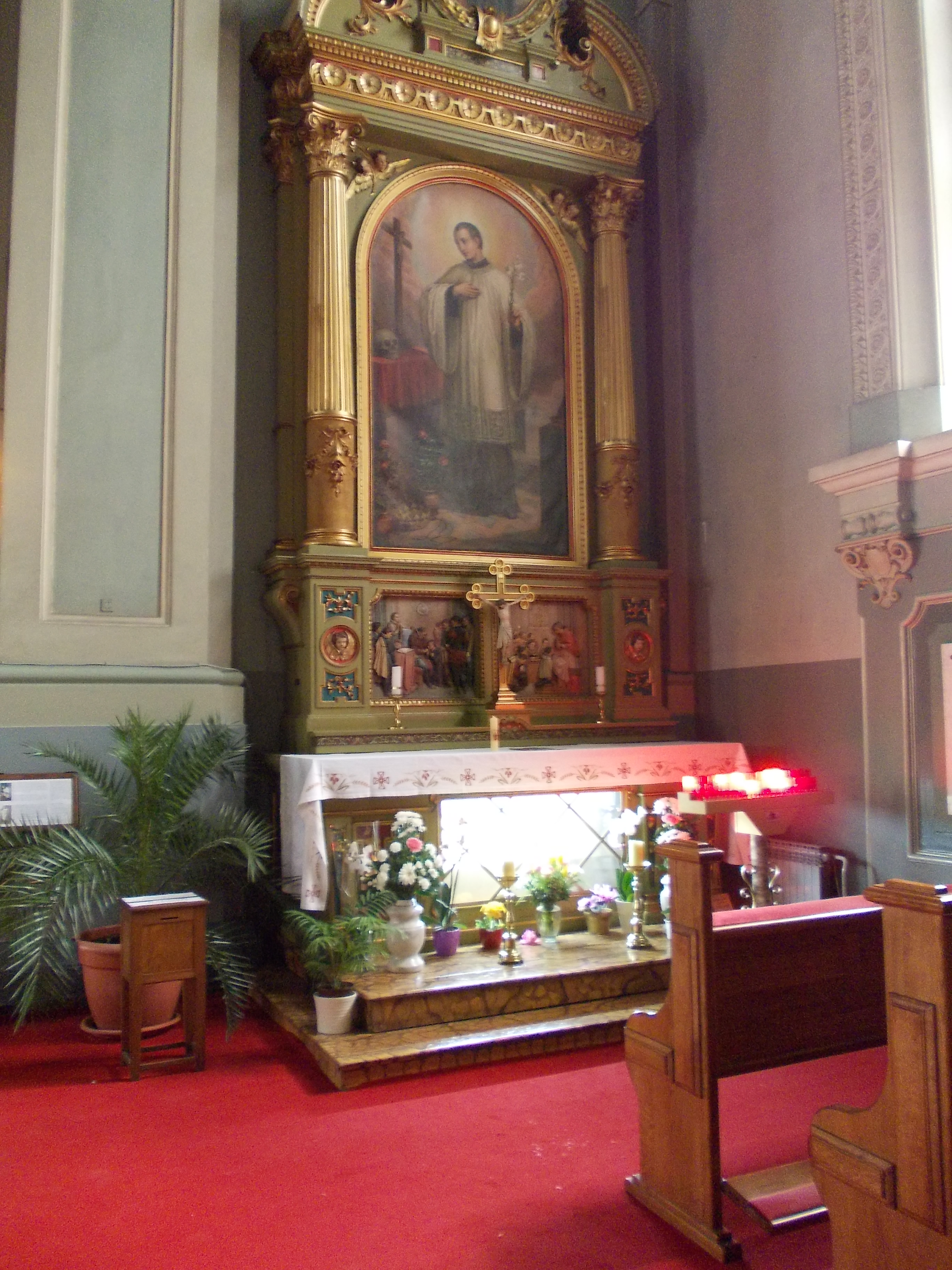
Grab in der Herz-Jesu-Basilika

1928 starb er im Alter von nur 31 Jahren. Merz wurde am 23. Juni 2003 von Papst Johannes Paul II. bei einem Besuch in Banja Luka seliggesprochen.